# Valgus distinctus
Valgus distinctus är en skalbaggsart som beskrevs av Anton Franz Nonfried 1895. Valgus distinctus ingår i släktet Valgus och familjen Cetoniidae. Inga underarter finns listade i Catalogue of Life.